# Персі Джексон та Викрадач блискавок (фільм)
Персі Джексон та Викрадач блискавок (англ. Percy Jackson & the Lightning або англ. Percy Jackson & the Olympians: The Lightning Thief) — пригодницький фільм 2010 року спільного американсько-канадського виробництва. Продюсером і режисером фільму є Кріс Коламбус. Сценарій фільму базується на першій книжці з серії «Персі Джексон та Олімпійці» (англ. Percy Jackson & the Olympians) американського письменника Ріка Ріордана.
Вперше фільм було презентовано в Канаді — 02 лютого 2010 року. Прем'єра фільму в Україні відбулася 11 лютого 2010 року, у США — 12 лютого 2010 року.

## Сюжет
У початковій сцені фільму громовержець Зевс зустрічається зі своїм братом Посейдоном на верхівці будівлі Емпайр-Стейт-Білдінг у Нью-Йорку. У цей час відбувається буря, і Зевс звертає увагу володаря морів на те, що немає блискавок. Наймогутнішу у світі зброю — блискавку Зевса було викрадено. Зевс дорікає Посейдонові за те, що це зробив його син, але Посейдон відповідає, що через правило, яке було встановлено верховним богом, решта олімпійців не мають змоги бачитися зі своїми земними дітьми. Зевс дає синові Посейдона, якого, втім, Посейдон не бачив вже 11 років, 14 днів для того, щоб повернути блискавки. Якщо цього не станеться, серед богів знову почнеться війна.
Після цього глядач знайомиться із головним героєм фільму — дванадцятирічним Персі Джексоном. На початку фільму він 7 хвилин проводить під водою в басейні — він переконує свого найкращого друга Гровера, що може концентруватися тільки під водою. У хлопця розлад читання — дислексія, тому йому важко вчитися у школі.
Незвичні події починають відбуватися із Персі під час відвідування Галереї новогрецького та римського мистецтва — шкільна вчителька відводить хлопця в зачинену залу й там перетворюється на фурію. Створіння накидається на Персі й вимагає віддати те, що він викрав. У цей час на порятунок хлопцеві поспішили Гровер і вчитель латини — паралізований містер Бруннер. Коли вчитель пригрозив фурії знищити її, та зникла через вікно. Тоді хлопцеві повідомляють, що він раптово мусить їхати з міста. Містер Бруннер передає хлопцеві ручку й каже, що це небезпечна зброя. Матір Персі це не дивує — вона одразу ж погоджується й підвозить сина й Гровера. Під час поїздки на дорогу виривається величезний бик, що намагається вбити їх. Врешті, вони бачать ворота, через які треба пройти Персі. Та Саллі Джексон — його мати — не може пройти туди. Мінотавр (саме ним виявляється величезний бик) хапає жінку й вона раптово зникає. Гровер радить Персі натиснути на ручку, що тому дав учитель латини. Коли Персі зробив це, ручка перетворилася на меча. Персі б'ється з Мінотавром і перемагає його, встромивши створінню в живіт його ж ріг.
Персі і Гровер проходять через ворота й опиняються в таборі для напівкровок — дітей богів і земних людей. Там їх мають навчати, як правильно поводитися з їхніми надзвичайними здібностями. Персі дізнається, що він — син Посейдона, його найкращий друг — Гровер — сатир, його помічник, а містер Бруннер — кентавр Хірон, учитель табору напівкровок. Також хлопцеві стає відомо, що насправді він не страждає на дислексію, просто може читати тільки давньогрецькою мовою. Його надзвичайна сила — в тому, що він може повелівати водою й відновлювати власні вили за допомогою води.
Із першого погляду Персі починає подобатися донька Афіни — Аннабет Чейз. У перший же день перебування Персі в таборі він бере участь у змаганнях — усі напівкровки поділилися на два табори (червоних і синіх) і мали змагатися за прапори команди-суперника. Джексона взяв у команду Лука — син Гермеса й командир синьої команди.
Персі вдалося побачити червоний прапор, проте, щоб отримати його, Джексону треба було одержати перемогу у битві з Аннабет. Виявилося, що дівчина значно вправніша за Персі. Вона швидко здолала хлопця, проте Персі відновив свої сили, торкнувшись води і без перешкод здобув червоний прапор.
Хірон розповідає Персі, що Зевс уважає, ніби хлопець викрав його блискавки. За 14 днів почнеться війна богів, тому Персі має переконати громовержця, що він не злодій. У цей же вечір до табору прибуває Аїд. Він повідомляє Персі, що Мінотавр викрав його матір, проте Аїд поверне її синові, якщо Джексон віддасть йому блискавки.
Персі відразу ж збирається до царства Аїда — він сподівається, що після розмови із ним Аїд поверне матір до світу живих. Аннабет і сатир Гровер йдуть із ним. Персі питає в Луки (сина Гермеса), де розташоване царство Аїда. Лука розповідає, що він дуже засмучений тим, що ніколи не бачив свого батька. Проте одного разу він побував у помешканні свого родича, і там викрав його летючі кеди й мапу, яка покаже, як дістатися Аїда. Справа в тому, що Аїд викрав свою дружину — Персефону. Жінці було так нудно в царстві мертвих, що вона вирішила завести собі коханців. Для цього вона розкидала по світові перлини — із ними можна на тільки дістатися царства Аїд, але й повернутися звідти. Отже, Персі треба було знайти три перлини й тоді мапа покаже, де розташований Аїд.
Перша перлина знаходилася в магазині садових статуй. Виявилося, що його справжньою хазяйкою була Медуза Горгона. Персі вдалося відрубати їй голову. Діти взяли її з собою, адже очі її перетворюють на каміння всіх, хто в них гляне, навіть після смерті самої Горгони.
Друга перлина знаходилася в діадемі статуї Афіни в копії Парфенону, що знаходиться в Нашвіллі. Шлях до перлини дітям перешкоджала величезна гідра.
Третю перлину вони здобули в готелі-казино «Лотос» у Лас-Вегасі. Пройти ці перешкоди Персі вдалося завдяки допомозі Посейдона, що в скрутні моменті нашіптував хлопцеві, що слід робити, і завдяки щиту Луки.
Урешті-решт, мапа показала, що Аїд знаходиться у Голлівуді. Заплативши перевізнику душ мертвих Харону, вони потрапили до Аїду. Виявилося, що блискавка Зевса знаходилася в щиті, який Персі дав Лука. Блискавкою Персефона вдарила Аїда (так вона помстилася йому) й дозволила Персі, його матері, Аннабет і Гроверу втікати. Проте в них було лише три перлини, тому Гровер залишився в царстві мертвих.
Саллі Джексон повідомила хлопця, що Емпайр-Стейт-Білдінг — новий Олімп. Туди йому слід віднести блискавку. Проте шлях їм перешкоджав Лука. Персі вдалося подолати Луку. Він встиг повернути блискавку Зевсові. Аннабет побачила свою матір Афіну, а Джексон поговорив із своїм батьком Посейдоном. Той переконав хлопця, що він був вимушений залишити його й матір, проте завжди буде з ним у своїх думках.

## У ролях

Медуза Горгона (Ума Турман) на фоні своїх жертв

- Логан Лерман — Персі Джексон — син Посейдона і земної жінки;
- Брендон Джексон — Гровер Андервуд — сатир, помічник Персі;
- Александра Даддаріо — Аннабет Чейз — донька Афіни й земного чоловіка;
- Кетрін Кінер — Селлі Джексон — мати Персі;
- Джейк Абель — Лука Кастеллан — син Гермеса, що викрав блискавки в Зевса;
- Шон Бін — Зевс
- Кевін Мак-Кідд — Посейдон, батько Персі;
- Стів Куган — Аїд;
- Меліна Канакаредес — Афіна, мати Аннабет;
- Ділан Ніл — Гермес, батько Луки;
- Розаріо Доусон — Персефона;
- Еріка Серра — Гера;
- Серінда Свон — Афродита;
- Ума Турман — Медуза;
- Пірс Броснан — Хірон, кентавр;
- Джуліан Річінз — Харон;
- Джо Пантоліано — вітчим Персі.

## Касові збори
У США кінострічка отримала $88 743 682, за кордоном — $137 289 360 (усього — $226 033 042).

## Саундтрек
Автор музики до фільму — Крістофер Бек.
| #   | Назва                  | Тривалість |
| --- | ---------------------- | ---------- |
| 1.  | «Прелюдія»             | 2:29       |
| 2.  | «Мінотавр»             | 5:09       |
| 3.  | «Хірон»                | 2:02       |
| 4.  | «Перемога»             | 1:32       |
| 5.  | «Лють»                 | 2:16       |
| 6.  | «Дислексія»            | 1:02       |
| 7.  | «Гідра»                | 6:54       |
| 8.  | «Медуза»               | 2:43       |
| 9.  | «Син Посейдона»        | 1:57       |
| 10. | «Парфенон»             | 3:42       |
| 11. | «Голлівуд»             | 2:32       |
| 12. | «Загублені душі»       | 2:35       |
| 13. | «Бійка з Лукою (ч.1)»  | 3:54       |
| 14. | «Бійка з Лукою (ч. 2)» | 2:47       |
| 15. | «Аїд»                  | 2:47       |
| 16. | «Гора Олімп»           | 1:27       |
| 17. | «Посейдон»             | 3:07       |
| 18. | «Повернення додому»    | 3:06       |
| 19. | «Кінець»               | 7:12       |

## Сприйняття
На сайті Rotten Tomatoes фільм отримав оцінку в 50 % (62 схвальних відгуків і стільки ж несвхальних)..
На сайті Metacritic оцінка фільму становить 47.

## Нагороди
Фільм було номіновано на нагороду MTV Movie Awards у 2010 році (за найкращу бійку між Логаном Лерманом і Джейком Ейбелом — виконавцями ролей Персі Джексона і Луки та за найкращий прорив року — Логан Лерман).

## Ляпи у фільмі
- Епізод, коли Персі відрубує голову Медузі. В першому кадрі після цього моменту чітко видно, що на мечі немає слідів крові.
- Епізод з гідрою. На початку сцени ми бачимо, що в гідри п'ять голів. Персі відрубує їх, і Анабет каже, що не потрібно було цього робити, оскільки замість однієї голови виросте дві. Тобто 5 помножити на два дає в результаті десять. Але в кінці сцени після погляду Медузи ми можемо нарахувати лише 9 голів.